# Semicossyphus reticulatus
Semicossyphus reticulatus, conhecido como Bodião-gigante japonês, é uma espécie de peixe da família Labridae.
Pode ser encontrada nos seguintes países: China, Japão, Coreia do Norte e Coreia do Sul.
Os seus habitats naturais são: mar aberto, mar costeiro, pradarias aquáticas subtidais e recifes de coral.